# Dittopternis
Dittopternis is een geslacht van rechtvleugeligen uit de familie veldsprinkhanen (Acrididae). De wetenschappelijke naam van dit geslacht is voor het eerst geldig gepubliceerd in 1884 door Saussure.

## Soorten
Het geslacht Dittopternis omvat de volgende soorten:
- Dittopternis ceylonica Saussure, 1884
- Dittopternis sauteri Karny, 1915
- Dittopternis turbata Walker, 1870
- Dittopternis venusta Walker, 1870
- Dittopternis zebrata Saussure, 1884